# Conservazione e restauro di mobili in legno

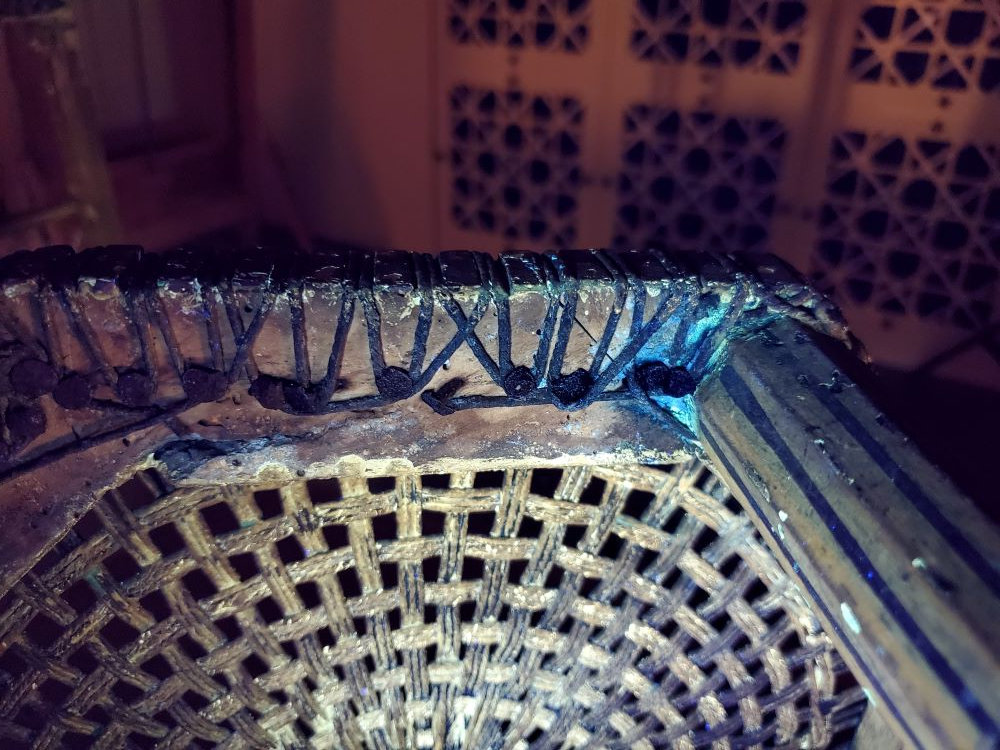
Un conservatore del National Trust utilizza l'ultravioletto per identificare la vecchia colla come parte del restauro.

La conservazione e restauro dei mobili in legno è un'attività dedicata alla conservazione e alla tutela degli oggetti di arredo in legno di valore storico e personale. Quando applicata ai beni culturali, questa attività è generalmente svolta da un conservatore-restauratore. La conservazione e il restauro del mobile possono essere suddivisi in due aree generali: struttura e finitura. La struttura generalmente si riferisce al legno e può essere divisa in legno massiccio, unito e impiallacciato. La finitura dei mobili può essere verniciata o trasparente. 
I mobili sono esistiti in tutti gli anni dell’esistenza umana. I mobili molto datati o antichi possono essere conservati o restaurati in modo che anche le generazioni future possano goderne a beneficio culturale, educativo e personale. Esistono molte organizzazioni e guide che possono essere utilizzate per comprendere le tecniche utilizzate per conservare e restaurare i mobili.

## Conservazione
Secondo il Smithsonian Museum Conservation Institute, la conservazione dei mobili è la sintesi di tre sforzi principali:
1. La minimizzazione del deterioramento (conservazione);
2. Il consolidamento (stabilizzazione) dei manufatti così come esistono attualmente;
3. Riparazione/sostituzione (compensazione o ripristino) del danno esistente.

La conservazione preventiva è la forma di conservazione qui riconosciuta con la cura dei mobili. L'Istituto Americano per la Conservazione delle Opere Storiche e Artistiche (American Institute for Conservation of Historic and Artistic Works) dichiara che la sverniciatura e la rifinitura dei mobili non è più una pratica standard. Una finitura anticipata è importante per i mobili storici quanto lo sono tutti gli altri elementi originali. Il rivestimento di finitura offre dati importanti ai ricercatori e fa parte della storia dell'oggetto e una volta rimosso non può essere recuperato. La rimozione e la sostituzione di una finitura superficiale è considerata l’ultimo disperato tentativo dopo che altri metodi di conservazione hanno fallito. 

### L'Institut national du patrimoine
In Francia, i conservatori specializzati in mobili vengono formati presso l'Institut National du Patrimoine (Istituto Nazionale dei Beni Culturali). La loro missione è intervenire quando le risorse del patrimonio sono minacciate o deteriorate per diversi motivi. Il conservatore impedisce che le opere d'arte scompaiano o perdano il loro scopo analizzando la complessa fase della sua storia materiale e le cause dell'alterazione.

## Restauro
Il restauro di oggetti d'antiquariato può essere un processo arduo se l'obiettivo è la totale e completa autenticità. Per i conservatori il materiale autentico è il materiale originale effettivo dell'oggetto. Ad esempio una sedia con il rivestimento originale, anche se sbiadita e lacerata, è autentica per il restauratore e possiede valore storico anche se potrebbe non essere esposta. La stessa sedia può essere "restaurata" e restituita all'aspetto che aveva da nuova, con tessuti sostitutivi copiati dalla trama e dai colori originali, e rivestita secondo il disegno noto di quel particolare mobile; questo rappresenterebbe l'altro tipo di autenticità.

## Materiale originale
I mobili possono essere suddivisi in periodi dominati dall'uso di un legno particolare. 
- Fino alla fine del XVII secolo la quercia era dominante.
- Dalla metà del XVII secolo il noce divenne gradualmente il legno principale per l'esterno e le sponde dei cassetti nei pezzi di migliore qualità, mentre il rovere veniva ancora utilizzato per la parte sottostante.
- Nel secondo quarto del XVIII secolo il primo mogano fu importato dalle Indie Occidentali e alla fine sostituì il noce.
- Nel 1790, il legno satinato era popolare come legname esotico decorativo per pezzi di alta qualità.
- Durante il periodo Regency era predominante il palissandro.
- Da allora nessuna specie ha dominato.

I mobili possono essere costituiti da molti componenti diversi ed extra: 
- Adesivi originali
- Tessuto da tappezzeria
- Fettuccia e imbottitura
- Ruote
- Etichette
- Accrezioni e macchie derivanti dall'uso originale e da periodi successivi
- Vecchia polvere nelle fessure
- Riparazione in metallo e adesivi
- Oggetti lasciati nei cassetti o negli armadi
- Interi pezzi di ricambio
- Carcassa (i principali elementi strutturali che compongono il corpo di un mobile)

## Mobili imbottiti
È possibile spolverare i mobili imbottiti posizionando uno schermo morbido sulla superficie e utilizzando una spazzola su un aspirapolvere HEPA con aspirazione delicata. Per un'ulteriore pulizia dei mobili imbottiti, come nel caso di macchie, molto probabilmente potrebbe essere necessario un restauratore di tessuti, oltre a un restauratore con conoscenza dei mobili in legno. 
Quando un conservatore-restauratore lavora su mobili imbottiti, è importante considerare approcci innovativi alla reversibilità, alla massima conservazione delle informazioni e all'uso di materiali chimicamente stabili. I trattamenti possono produrre oggetti che appaiono indistinguibili dai mobili imbottiti in modo tradizionale, ma i mezzi di fissaggio effettivi non includono chiodi o graffette che perforano il legno. Il velcro permette di esaminare la struttura del mobile senza alterare alcuna parte del trattamento. Quando i mobili vengono trattati utilizzando queste tecniche, l'imbottitura viene generalmente sostituita da Ethafoam (un cordone plastico preformato a sezione circolare in polietilene espanso a cellule chiuse) scolpito nella forma appropriata. L'oggetto risultante ha un aspetto che assomiglia a quello originale, anche se non completamente. 
I mobili americani della metà del XIX secolo ricevevano probabilmente un nuovo rivestimento ogni trent’anni circa. A volte il nuovo tessuto veniva posizionato sopra quello vecchio, altre volte il rivestimento usurato veniva completamente rimosso prima dell'applicazione del nuovo rivestimento. I conservatori-restauratori possono talvolta trovare fili di fibre originali sul telaio della sedia, solitamente attorno ai fori dei chiodi. Questo può guidarli alla realizzazione di una riproduzione del rivestimento originale qualora non fosse disponibile un tessuto originale. 

### La sedia di Maria Antonietta
Il Victoria and Albert Museum ha un case study sul proprio sito web che descrive il trattamento conservativo effettuato sulla sedia di Maria Antonietta d'Asburgo-Lorena in preparazione della sua esposizione nelle nuove gallerie europee che hanno aperto nel 2015. La sedia è stata realizzata nel 1788 da Jean-Baptiste-Claude Sené (1748–1803), è stata rivestita più volte, nuovamente dorata e sovra-verniciata. L'ultimo intervento risale agli anni '70 quando fu rivestito in tessuto festoso blu e parzialmente verniciato di un azzurro grigiastro.

## Vernice

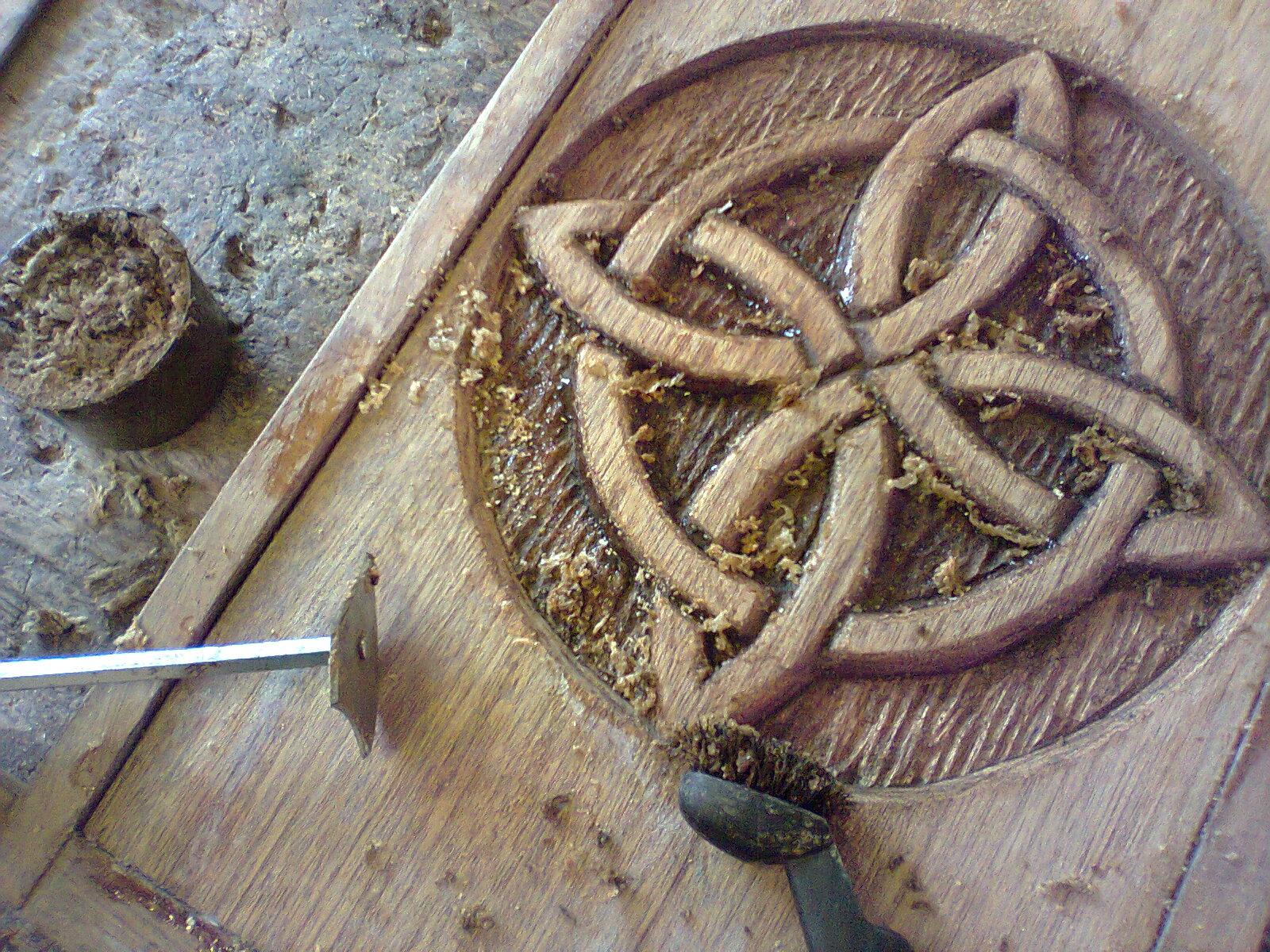
I mobili in legno vengono smontati durante il rinnovo della vernice per migliorare la finitura.

Una vernice sintetica, il nitrato di cellulosa, fu sviluppata nel 1850 ma non era disponibile in una formulazione adatta per i mobili commerciali fino alla fine degli anni '20. Sfortunatamente, il nitrato di cellulosa scolorisce e diventa fragile con l'invecchiamento, quindi col tempo il rivestimento dei mobili può diventare giallo e opaco. In alcuni punti può anche formarsi una fitta rete di fessure o la vernice può staccarsi completamente. La datazione anticipata e la rarità di questo rivestimento originale rendono importante conservare la vernice sui mobili nonostante questi problemi.
In un caso di studio di un armadio in queste condizioni degli anni '30 del Museum of Fine Arts di Boston, Massachusetts: "I conservatori hanno utilizzato una resina sintetica più stabile, un tipo di copolimero acrilico disciolto in un solvente, per consolidare le aree indebolite dell'originale vernice senza modificare in modo significativo la lucentezza della sua finitura o il suo colore. Per fornire una finitura complessiva coerente, hanno colorato una parte di quella soluzione dello stesso colore del nitrato di cellulosa invecchiato per riempire alcune delle perdite più evidenti. In futuro la vernice non sarà facile da rimuovere, ammesso che sia possibile farlo, ma è noto che la resina sintetica utilizzata dai conservatori ha buone proprietà di invecchiamento."

## Condizioni

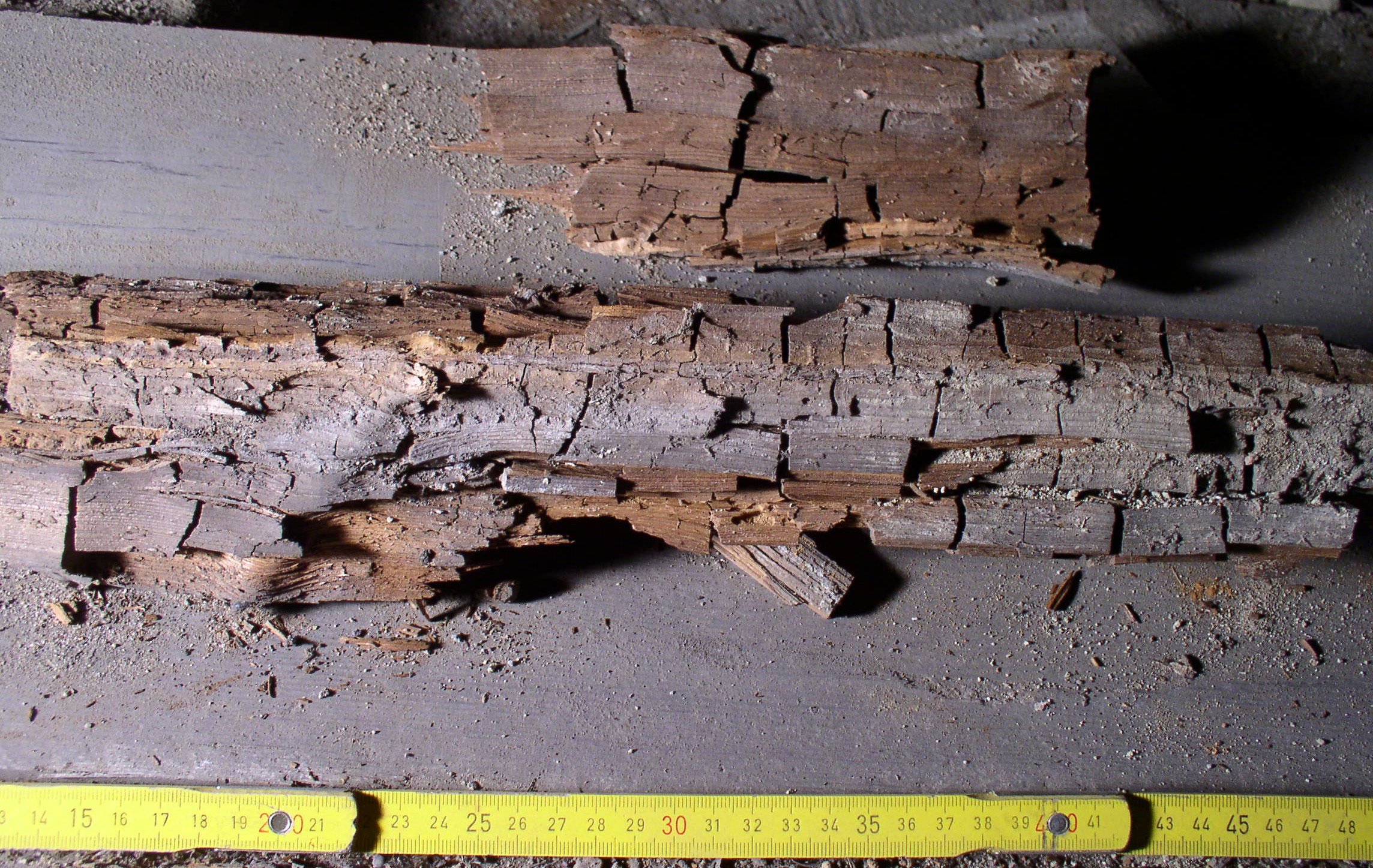
Dry rot causato dal fungo Serpula lacrymans.

Di seguito è riportato un elenco di termini del legno per descrivere le condizioni, come suggerito da MRM5: Museum Registration Methods 5th Edition: 
- Alligatoring[16]: serie di crepe sottili nella vecchia vernice, che creano l'aspetto della pelle di alligatore.
- Checking: leggero spazio tra le cellule di legno che crea un motivo simile a una scacchiera. Può essere trovato dove il legno viene tagliato direttamente lungo le venature per l'intaglio, come in un piede con artiglio.
- Dry rot: decadimento del legno stagionato causato da funghi che consumano la cellulosa del legno, lasciando uno scheletro molle che viene facilmente ridotto in polvere.
- Shrinkage: perdita di massa o dimensione in risposta a condizioni di umidità relativa secca.

## Danni prevenibili
La conservazione preventiva è la migliore forma di conservazione che si può fare per i mobili senza un titolo scientifico di conservazione.

### L'impatto dell'ambiente
Un ambiente scarsamente controllato può causare il distacco dell'impiallacciatura, crepe e sfaldamento della vernice. 

#### Luce
La luce provoca facilmente lo sbiadimento dei colori. La luce è una delle principali preoccupazioni per i mobili perché le macchie e il colore del legno sono molto sensibili sia alla luce naturale che a quella artificiale. 

#### Temperatura e umidità relativa
Per evitare crepe e rotture del rivestimento, evitare di posizionare i mobili vicino a radiatori, bocchette di calore o altre aree in cui la temperatura e l'umidità relativa (UR) variano ampiamente. Un'umidità relativa stabile è particolarmente importante per i mobili poiché i rapidi cambiamenti causano l'espansione e la contrazione di diverse parti dell'oggetto a velocità e gradi diversi. Se l'umidità relativa è superiore al 60%, funghi e muffe dilagheranno sui mobili in legno. L'intervallo consigliato per i mobili in legno è 45–55% di umidità relativa. 
Impatti del cambiamento dell'umidità relativa sui mobili in legno sono: 
Bassa UR
- Il legno si restringe e si spacca
- Le giunture si allentano e gli elementi non si incastrano più saldamente
- Impiallacciature e intarsi soffrono – Se il legno della carcassa sottostante si ritira, appariranno delle crepe nell'impiallacciatura e gli intarsi si allenteranno
- Quando le colle che li tengono fermi non tengono più, l'impiallacciatura si solleva
- Provoca il restringimento, la screpolatura e la sfaldatura degli smalti

Alta UR
- Il rigonfiamento può causare l'inceppamento delle parti mobili, come le ante degli armadi o i cassetti
- Se la colla non tiene più, l'impiallacciatura si stacca
- La corrosione colpisce le parti che tengono gli oggetti in posizione, gli inserti metallici e le otturazioni
- Gli insetti e la putrefazione possono proliferare man mano che il contenuto del legno aumenta

Il ciclo rapido e costante delle fluttuazioni dell'umidità relativa provoca il maggior danno per tutto quanto sopra, creando un rapido indebolimento strutturale.

#### Parassiti

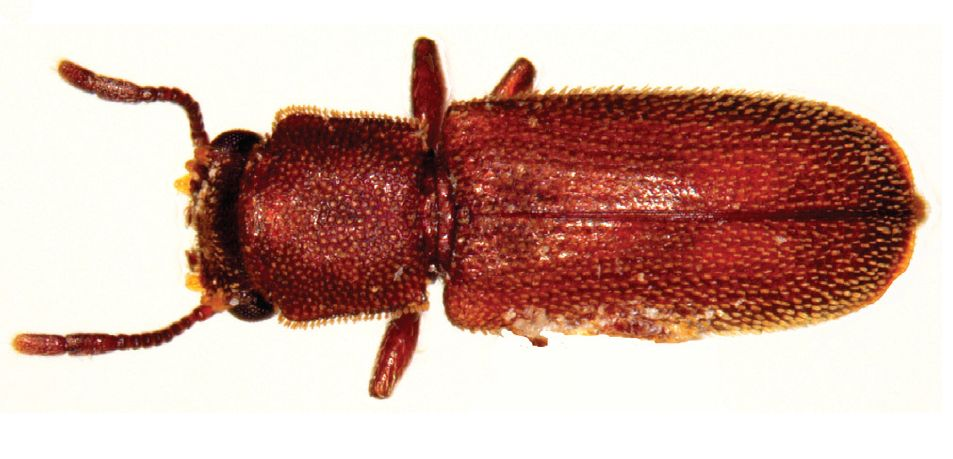
Lyctoxylon dentatum.

Un comune parassita dei mobili è il Lyctoxylon dentatum, che depone le uova in piccole fessure. Le larve si insinuano nel legno, creando reti di tunnel mentre si fanno strada lungo la venatura. Quando diventano adulti, escono dal legno lasciando un buco di "uscita" e volano via per deporre le uova, completando il ciclo. 

Il Museum of Fine Arts, Boston, ha presentato un caso di studio di un letto dell'inizio del XIX secolo con un'infestazione di tarli: 
Per proteggere il letto da eventuali danni ed evitare che i parassiti si diffondessero ad altre opere d'arte, era fondamentale trattare il nuovo acquisto prima che entrasse nell'edificio. I conservatori hanno sigillato completamente il letto in un gigantesco sacchetto impermeabile e hanno inserito all'interno un assorbitore di ossigeno. In questo caso, lo scavenger era costituito da fini particelle di ferro. Il ferro reagisce rapidamente con l'ossigeno, legando il gas stesso e rimuovendolo così dall'aria. Con la quantità appropriata di scavenger nell'ambiente sigillato, i conservatori hanno ridotto l'ossigeno dai livelli normali dell'aria del 20% a meno dello 0,1%. Dopo circa quattro settimane di contenimento, tutti i tarli del letto in tutte le fasi della vita sono soffocati. Quindi l'oggetto poteva essere portato tranquillamente al Museo. Nel trattamento non sono state coinvolte sostanze chimiche tossiche e i conservatori hanno smaltito lo scavenger esaurito in modo sicuro.

#### Movimentazione e spostamento mobili
Forse la principale causa di danni ai mobili sono le persone, a causa di un uso improprio e di una cattiva gestione, che creano danni fisici. È consigliabile in caso di movimentazione e spostamento:
- Indossare sempre guanti di cotone puliti e maneggiare gli oggetti il meno possibile.
- Controllare i mobili per individuare eventuali danni o giunture allentate prima di spostarli.
- Rimuovere gli oggetti dalla superficie, e anche cassetti, ripiani e ante.
- Fissare con cinghie in tessuto morbido (cotone) gli elementi che non possono essere rimossi.

Oltre ai danni strutturali, ammaccature, usura superficiale, graffi, macchie e cera delle candele sono tutte prove dell'uso passato. L'acqua spruzzata dopo ripetuti lavaggi del pavimento o versata dai fiori danneggia le superfici nude o lucide, lasciando più comunemente segni bianchi. Tazze e bicchieri lasciano degli "anelli" sulle superfici lucide. L'alcol versato rimuoverà la superficie lucida quasi istantaneamente.

## Manutenzione dei mobili
Nella maggior parte dei casi, mantenere i mobili significa semplicemente tenerli puliti, con attenzione. 

### Pulizia
Gli oli per mobili non sono consigliati per la manutenzione poiché molti di essi contengono olio di lino o altri oli essiccanti e, se usati ripetutamente, creano un rivestimento superficiale gommoso e insolubile che oscura le venature del legno. Altri lucidanti per mobili contengono oli non essiccanti come l'olio di limone, ma attirano e intrappolano sporco e polvere. Sono sconsigliati anche i lucidanti siliconici in quanto lasciano una pellicola difficile da rimuovere e che può interferire con futuri trattamenti di finitura. 

### Strumenti per la cura dei mobili
La serie Collector's Corner Workshop della Hammond-Harwood House e dei musei della città di Bowie fornisce una risorsa sulla pulizia e cura dei mobili, compresi gli strumenti consigliati per la manutenzione: 
- Guanti in nitrile senza petrolio
- Panni di cotone
- Panni sintetici, “Pel Cloth” e “Preserve-It”
- Spazzole, anche di tipo "Hake" o "Windsor-Newton"
- Acqua distillata
- Colle di tipo "Titebond Liquid Hide Glue" e "Old Brown Glue"
- Tampone di cotone, palline o lana
- Detergente per pennelli, "The Master's"
- Pasta o cera da macellaio, "Butchers", "Johnson", "Goddard's" e "Trewax"

Il Canadian Conservation Institute consiglia di utilizzare la cera microcristallina (una cera in pasta bianca priva di profumi e colori disponibile presso i negozi specializzati di forniture di utensili) per aumentare la lucentezza della finitura, che renderà più facile rimuovere le impronte digitali. Consiglia di effettuare questa operazione solo una volta all'anno e solo sulle superfici manipolate, facendo attenzione a evitare accumuli di cera attorno ai raccordi metallici.

## Istruzione
Lo Smithsonian Museum Conservation Institute ha un corso di studio di livello universitario chiamato "Programma di formazione sulla conservazione dei mobili" (Furniture Conservation Training Program) istituito nel 1986. 
Il Winterthur Museum, Garden and Library sponsorizza due programmi di laurea con l'Università del Delaware: il programma Winterthur in American Material Culture, fondato nel 1952, e il programma Winterthur-University of Delaware in Art Conservation fondato nel 1974.

## Organizzazioni dedicate alla conservazione e al restauro dei mobili
- Institute of Conservation (Icon)[28]
- American Institute for Conservation[29]
- The Smithsonian's Museum Conservation Institute (MCI)[18]
- Canadian Conservation Institute[30]
- Sustaining Places: Resources for Small Museums and Historic Sites[31]
- Connecting to Collections Care, Online Community[32]
- National Park Service Museum Management Program[33]
- Getty Conservation Institute[34]
- Victoria and Albert Museum Conservation Department[35]